# 景穆恭皇后
恭皇后郁久闾氏（5世纪？—452年12月6日），北魏景穆帝拓跋晃的妃子，河東王闾毗妹。
郁久闾氏年少時入選東宮，得拓跋晃寵幸，在440年生下后来的文成帝拓跋濬，後來在拓跋濬登基不久后去世。拓跋濬贈母封諡恭皇后，葬雲中金陵，配饗太廟。
华南师范大学历史文化学院教授李凭指出，拓跋濬登基后，曾存在嫡祖母赫连太皇太后、生母闾氏和保母常氏的三后之争，最终闾氏仍不免成为“子贵母死”制度的牺牲品。
北京大学中国古代史研究中心教授罗新认为《北史·卷五·高宗纪》记载文成帝兴安元年十一月甲申（452年12月6日）“皇妣薨”，推测是陆丽等人确立魏文成帝时，即遵守子贵母死之制杀死了郁久闾氏。

## 延伸阅读
[在维基数据编辑]
 《魏書/卷13》，出自魏收《魏书》
 《北史/卷013》，出自李延壽《北史》